# Christoph Schweigert
Christoph Schweigert (né le 7 octobre 1966 à Heidelberg) est un mathématicien et physicien allemand.

## Biographie
Christoph Schweigert est premier prix du Bundeswettbewerb Mathematik (concours national de mathématiques) en 1987. Il effectue des études de physique et de mathématiques à partir de 1987 à l'université de Heidelberg, où il obtient son diplôme de physique théorique en 1992. Il travaille ensuite à l'institut de recherche néerlandais Nikhef à Amsterdam, où il  obtient son doctorat en 1995 sous la direction de Robbert Dijkgraaf et de Jürgen Fuchs (titre de sa thèse : Galois and simple current symmetries in conformal field theory). En 1995-96, Christoph Schweigert est Chercheur postdoctoral à l'Institut des hautes études scientifiques (IHES), et en 1997-98 au département de théorie du CERN ; en 1999 il est assistant principal à l'École polytechnique fédérale de Zurich et, de 1999 à 2002, maître de conférences à l'Université Pierre-et-Marie-Curie, où il obtient son habilitation en 2000. En 2002, il devient professeur à l'École supérieure polytechnique de Rhénanie-Westphalie| à Aix-la-Chapelle et depuis 2003, il est professeur de mathématiques à l'Université de Hambourg (Département d'algèbre et de théorie des nombres et Centre de physique mathématique).

## Recherche
Schweigert travaille en physique mathématique (théorie des cordes, théorie conforme des champs), en mmathématiques sur les  algèbres de Lie de dimension infinie, des algèbres vertex et de la théorie des représentations, et les gerbes mathématiques.

## Prix et distinctions
Schweigert était boursier de la Studienstiftung des Deutschen Volkes (de). En 2006, il est lauréat du prix Gay-Lussac Humboldt. En 2008, il est  conférencier invité au Congrès européen de mathématiques (Bundle Gerbes and Surface Homology) et en 2006, il a est conférencier invité au Congrès international des mathématiciens de Madrid(communication : Categorification and correlation functions in conformal field theory, avec Jürgen Fuchs et Ingo Runkel).
Il est membre du comité de rédaction du Journal of Mathematical Physics (depuis 2006), des Letters in Mathematical Physics (depuis 2009) et de Communications in Mathematical Physics (depuis 2017). Il a été professeur à l'école doctorale « Mathematics inspired by string theory and quantum field theory » à l'Université de Hambourg (de 2015 à fin 2020).

## Publications (sélection)
- Jürgen Fuchs et Christoph Schweigert, Symmetries, Lie algebras and representations: a graduate course for physicists, Cambridge University Press, coll. « Cambridge monographs on mathematical physics », 2003 (ISBN 978-0-521-54119-0)

- Christoph Schweigert et Yang Yang, String-Net Construction of RCFT Correlators, Springer International Publishing AG, coll. « SpringerBriefs in Mathematical Physics Series » (no 45), 2023 (ISBN 978-3-031-14681-7)

- Jürgen Fuchs et Christoph Schweigert, « Internal natural transformations and Frobenius algebras in the Drinfeld center », Transformation Groups, vol. 28, no 2,‎ 1er juin 2023, p. 733–768 (DOI 10.1007/s00031-021-09678-5, lire en ligne, consulté le 27 janvier 2025)
- avec Jürg Fröhlich, Jürgen Fuchs et Ingo Runkel : Jürg Fröhlich, Jürgen Fuchs, Ingo Runkel et Christoph Schweigert, « Correspondences of ribbon categories », Advances in Mathematics, vol. 199, no 1,‎ 15 janvier 2006, p. 192–329 (ISSN 0001-8708, DOI 10.1016/j.aim.2005.04.007).

- Jürgen Fuchs, Ingo Runkel et Christoph Schweigert, « Categorification and correlation functions in conformal field theory », dans Proceedings of the international congress of mathematicians: Madrid, August 22-30, 2006, vol. III, European mathematical society, 2006 (ISBN 978-3-03719-022-7), p. 443-458.